# Ferdinand Ďurčanský
Ferdinand Ďurčanský (Rajec, Reino de Hungría, 18 de diciembre de 1906-Múnich, República Federal de Alemania, 15 de marzo de 1974) fue un líder nacionalista eslovaco, quien, durante un tiempo, sirvió para el gobierno colaboracionista de Jozef Tiso.

## Primeros años y nacionalismo
Nacido en Rajec, en el Reino de Hungría —en la actualidad, el territorio forma parte de Eslovaquia—, acudió al Institute des Hautes Études Internationales de París, a la Universidad de Bratislava y a la Academia de Derecho Internacional de La Haya, donde consiguió su doctorado. Comenzó a trabajar después como profesor de Derecho en Bratislava.
Adquirió las bases del nacionalismo en las universidades en las que estuvo. Con la mengua de la influencia de la Rodobrana a mediados de la década de los treinta, la atención del nacionalismo eslovaco extremo viró hacia la publicación Nástup, editada por el propio Ďurčanský y cuya audiencia la conformaban estudiantes universitarios y graduados. A diferencia de sus coetáneos, que abogaban por la autonomía, él se posicionó a favor de la plena independencia de Eslovaquia. En 1938 visitó a Adolf Hitler junto con Jozef Tiso y fue él el único que presionó al líder nazi para que diera pasos en esa dirección.

## Bajo los nazis
Sus seguidores, que pasaron a conocerse como la «Generación Joven», ocuparon una serie de puestos dentro del Partido Popular Eslovaco bajo la administración de Vojtech Tuka; el propio Ďurčanský sirvió como ministro de Interior y Asuntos Exteriores. Esto, sin embargo, no duró mucho, dado que los alemanes pensaban que tenía muchos socios judíos y, pese a sus esfuerzos por salvar el puesto, consistentes en el despliegue de signos antijudíos, fue finalmente cesado. Los alemanes también habían recibido informes en los que se aseveraba que Ďurčanský abogaba por adoptar una posición neutral en la guerra por Eslovaquia y, por ende, informaron a Tuka de que su presencia ya no era pertinente.
Tiso trató de recuperarlo en 1944, pero los nazis se negaron. Aun así, Ďurčanský se mantuvo como un fiel defensor de Tiso y la colaboración e intentó organizar la resistencia frente a la Unión Soviética hasta 1945, cuando huyó a Austria.

## Conspiración
La Comisión de Crímenes de Guerra de las Naciones Unidas aceptó los cargos que Checoslovaquia le imputaba: haber recibido dinero de los servicios secretos nazis y haber sido cómplice en la matanza de judíos. Condenado a muerte in absentia, consiguió, sin embargo, escapar al oeste en 1945 y se convirtió en un crítico acérrimo del régimen comunista. De acuerdo con Mark Aarons y John Loftus, Ďurčanský fue miembro de Intermarium, una red anticomunista clandestina con sede en París que desempeñó un papel esencial ayudando a los nazis a escapar de la justicia tras la guerra y que estaba bajo control de la inteligencia británica. Tras su huida a la Ciudad del Vaticano, se cree que Ďurčanský estableció contacto con otros miembros del grupo para restaurar el régimen eslovaco, así como otros regímenes totalitarios de extrema derecha en los recién creados estados comunistas del este de Europa. Con este propósito, Ďurčanský participó en emisiones radiofónicas diarias en las zonas eslovacas de Checoslovaquia y también publicó panfletos en los que aseguraba que regresaría pronto para ejercer de primer ministro en una Eslovaquia independiente. Creó su propio Comité de Liberación Eslovaco como base para esas conspiraciones, aunque sus intentos resultaron en vano, en gran medida por la investigación encabezada en septiembre de 1947 por el general Ferjenčík, que sacó a la luz detalles del grupo. Sobre este informe se cimentó el ascenso del Partido Comunista de Checoslovaquia. La velocidad con la que colapsó el golpe y el total conocimiento de los comunistas levantaron sospechas entre la inteligencia británica, que creía que Ďurčanský era en realidad un agente doble. Sin embargo, no se obtuvieron pruebas conclusivas y este llegó pronto a ser presidente de Intermarium.

## Actividades posteriores
Descubierta su conspiración, Ďurčanský se aprovechó de las líneas de ratas en funcionamiento y escapó a Argentina. Había estado durante un tiempo bajo la protección del agente británico Kim Philby y, cuando este fue designado funcionario superior de enlace para los Estados Unidos y Canadá en 1949, trató de organizar la marcha de  Ďurčanský a América del Norte. Sin embargo, para entonces, la Agencia Central de Inteligencia (CIA) había establecido ya contacto con un grupo moderado que se hacía llamar Demócratas Checos y, por tanto, rechazó trabajar con un separatista eslovaco con pasado colaboracionista. Aun así, Philby consiguió asegurar su entrada a Canadá con un visado en diciembre de 1950.
Ďurčanský regresó a Europa en 1952 y se asentó en Múnich, desde donde trabajó para la independencia eslovaca de la República Federal de Alemania. Su trabajo contra el régimen comunista checoslovaco incluyó varios periodos como presidente tanto del Comité Eslovaco para la Acción en el Extranjero como del Bloque de Naciones Antibolcheviques. También escribió para publicaciones derechistas como Nation Europa, Zeitschrift für Geopolitik y Politische Studien.
Falleció por causas naturales en Múnich en 1974, a los 67 años de edad.

### Citas
1. 1 2 3 4 5 6  Philip Rees. Biographical Dictionary of the Extreme Right Since 1890. p. 107.
2. ↑  Jelinek, 1971, p. 102.
3. ↑  Vojtech Mastny (1971). The Czechs under Nazi Rule: The Failure of National Resistance 1939–1942. Nueva York: Columbia University Press.
4. ↑  Jelinek, 1971, p. 108.
5. ↑  Browning,, pp. 207-208.
6. ↑  Kirschbaum, 1996, p. 195.
7. ↑  Aarons y Loftus, 1991, p. 217.
8. ↑  Aarons y Loftus, 1991, p. 218.
9. ↑  Aarons y Loftus, 1991, pp. 218-219.
10. 1 2  Aarons y Loftus, 1991, p. 219.
11. ↑  Aarons y Loftus, 1991, p. 220.
12. ↑  Aarons y Loftus, 1991, p. 221.